# Бессарабка (Николаевская область)
Бессара́бка (укр. Бессарабка) — село в Березанском районе Николаевской области Украины.
Основано в 1908 году. Население по переписи 2001 года составляло 184 человек. Почтовый индекс — 57451. Телефонный код — 5153. Занимает площадь 1,228 км².

## Местный совет
57451, Николаевская обл., Березанский р-н, с. Червоная Украинка, ул. Молодёжная, 6